# Turks-szigeti sziklaleguán

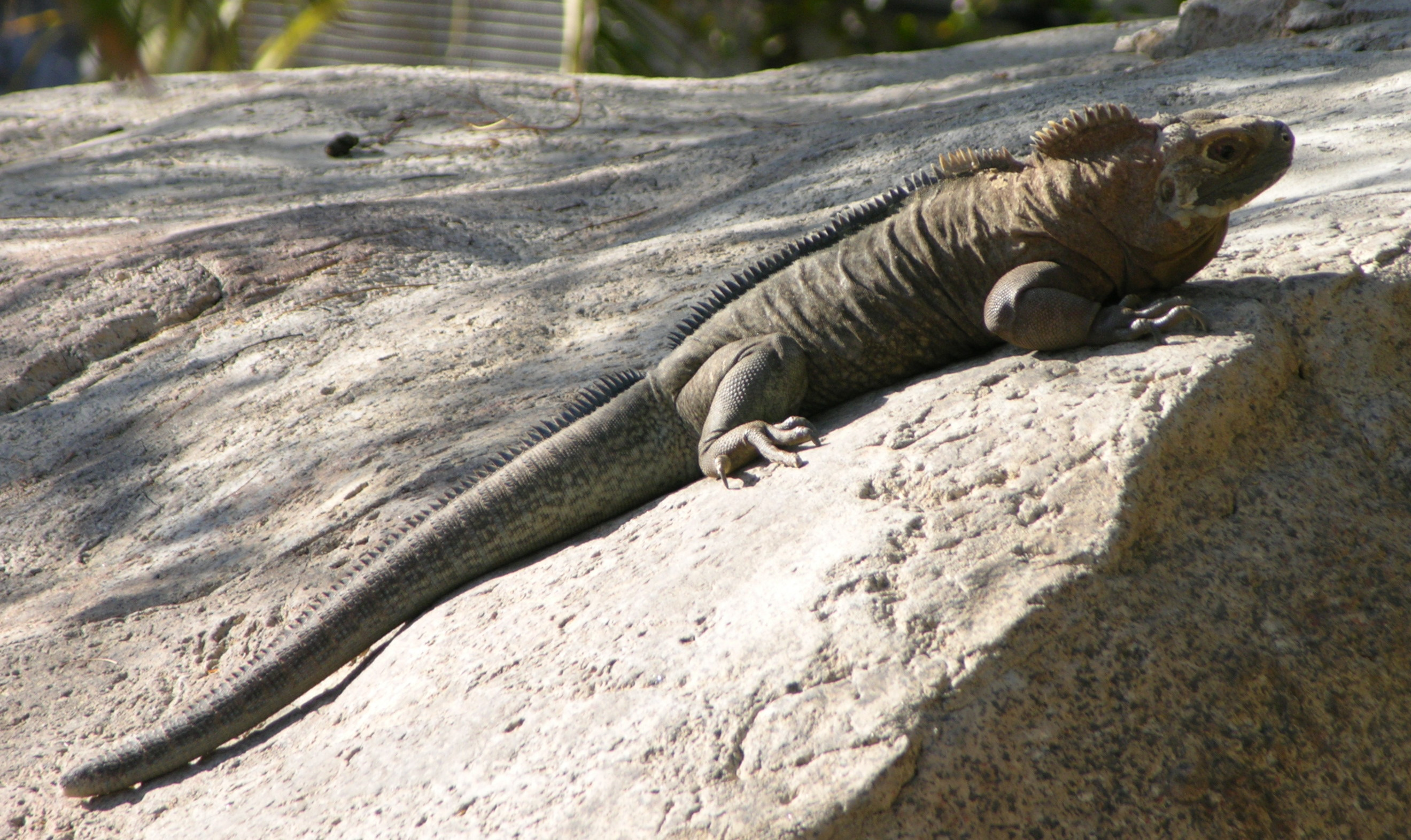

A Turks-szigeti sziklaleguán (Cyclura carinata) a hüllők (Reptilia) osztályának pikkelyes hüllők (Squamata) rendjéhez, ezen belül a gyíkok (Sauria vagy Lacertilia) alrendjéhez, a leguánalakúak (Iguania) alrendágához és a leguánfélék (Iguanidae) családjához tartozó faj.

## Elterjedése
A Turks- és Caicos-szigetek és a Bahama-szigetek területén honos.

## Alfajai
- C. c. carinata -  Harlan, 1825
- C. c. bartschi - Corchran, 1931

## Megjelenése
A színe a zöldtől a szürkésbarnáig terjed. A turks-szigeti orrszarvú leguán a legkisebb faja a Cyclura nemnek, testhossza 770 mm.

## Életmódja
Tápláléka levelek, virágok, a turks-szigeti sziklaleguán étlapján 58 növényfaj szerepel. Ritkán a rovarokat, a puhatestűeket, a rákokat, a pókokat, más gyíkokat és a dögöt sem veti meg. 20 évig él.

## Szaporodása
Az ivarérestég 6 évesen kezdődik. A párzási időszak májusban van. A tojásrakás júniusban van. A nőstény 2-4 tojást rak. A kicsik 90 nap alatt fejlődnek ki, a tojásból szeptemberkor kelnek ki.

## Természetvédelmi állapota
A Turks- és Caicos-szigeteken állománya 50 000 példány. Kis teste miatt gyakran az elvadult kutyák és macskáknak esnek áldozatul. Az IUCN vörös listáján a sebezhető kategóriában szerepel.

## Fordítás
- Ez a szócikk részben vagy egészben  a   Turks and Caicos rock iguana című angol Wikipédia-szócikk fordításán alapul.  Az eredeti cikk szerkesztőit annak laptörténete sorolja fel. Ez a jelzés csupán a megfogalmazás eredetét és a szerzői jogokat jelzi, nem szolgál a cikkben szereplő információk forrásmegjelöléseként.